# Marcello Nizzoli
Marcello Nizzoli (Boretto, 2 gennaio 1887 – Camogli, 31 luglio 1969) è stato un designer e pubblicitario italiano.

## Biografia

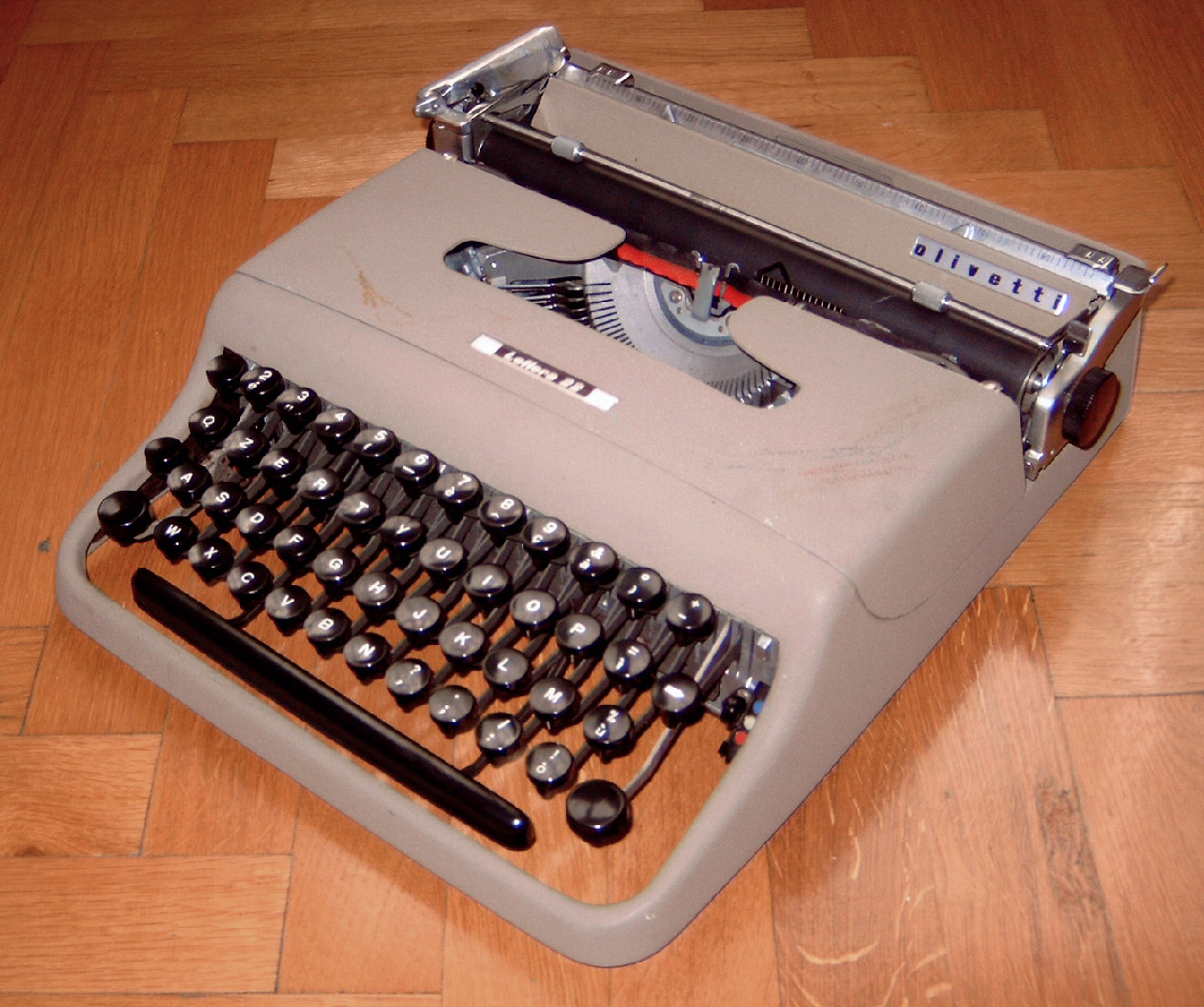
Macchina per scrivere Olivetti Lettera 22 icona del design italiano, ideata nel 1950 da Marcello Nizzoli con Giuseppe Beccio.

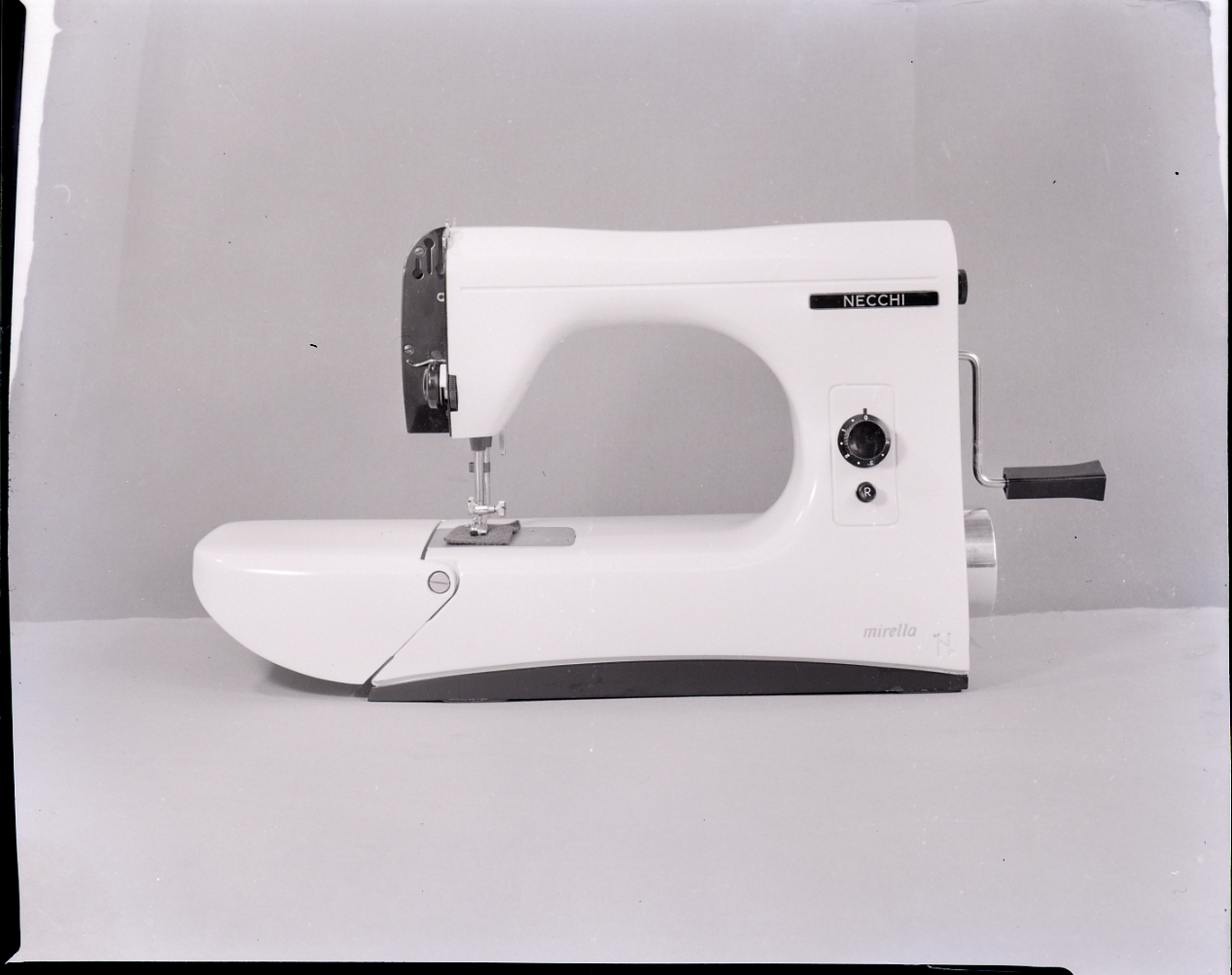
Macchina per cucire Mirella disegnata da Marcello Nizzoli per V. Necchi Spa, Premio Compasso d'oro 1957. Foto di Paolo Monti, 1960.

Marcello Nizzoli nacque a San Rocco di Boretto, primogenito di Massimino, pittore di paesaggi e di Rosa Malvina Savi.
Dopo i primi studi in seminario, nel triennio 1910-1913 frequentò l'Istituto d'Arte Paolo Toschi di Parma, dove studiò l'architettura, la decorazione e l'ornato. Qui fu allievo di Latino Barilli, Gian Giuseppe Mancini e Paolo Baratta. Fra il 1911 e il 1913 eseguì la decorazione dell'Aula Consiliare nel municipio di Boretto in collaborazione con Giuseppe Malgarini, ricca di influssi klimtiani.
Nel 1914 a Milano, partecipò alla mostra Nuove Tendenze. Nel 1915 iniziò la collaborazione con le Acciaierie Ansaldo di Cornigliano, che proseguì fino al 1943.
Dagli anni Venti si dedicò all'arte applicata, disegnando decorazioni per edifici, mosaici, arazzi, stoffe. Eseguì anche bozzetti per scenografie e intraprese un'attività nei campi dell'architettura, del disegno industriale, dei manifesti e cartelloni pubblicitari.
Dal 1921 si trasferì a Milano, iniziando la collaborazione con il Cotonificio Bernocchi per la realizzazione della grafica dei manifesti pubblicitari e degli allestimenti.
Dopo la sua partecipazione alla Mostra Internazionale di Monza, si moltiplicarono le collaborazioni con grandi industrie: la seteria Piatti di Como, lo Studio Magagnoli, la Campari, la Fiat, la Montecatini.
Con gli architetti Baldessari, Figini e Pollini, Giuseppe Terragni, fu tra i protagonisti della nuova architettura italiana.
Fino al 1930 svolse attività di scenografo, decoratore e cartellonista e la sua attività fu fortemente sostenuta dal mecenate Antonio Bernocchi. Nel 1931, in occasione della I Quadriennale Romana, presentò un dipinto; realizzò con Persico una pubblicità per Olivetti, iniziando così il suo legame con la ditta di Ivrea. Nel 1932 impaginò il progetto di un edificio dell'architetto Terragni e ne disegnò la decorazione esterna. Alla Triennale di Milano del 1933 ordinò con Sironi le decorazioni interne del Padiglione della Stampa progettato da Baldessari. Nel 1934 realizzò il manifesto per la XIX Biennale di Venezia.
Negli anni trenta ha insegnato all'ISIA di Monza.
Prese parte all'allestimento di varie mostre, tra cui la Mostra della Rivoluzione Fascista (1932). Collaborò come architetto nell'ambito del razionalismo con Edoardo Persico, realizzando la Sala delle Medaglie d'oro alla mostra dell'Aeronautica del 1934 a Milano.
Nel 1935 con il gruppo Carminati, Lingeri, Saliva, Terragni, Vietti, progettò il Palazzo Littorio di Roma curando con Sironi le decorazioni parietali.
Nel 1936 fu fra gli esecutori del Salone d'onore e il Salone della Vittoria alla V Triennale di Milano, con Persico, Palanti e Fontana. Nel 1940 sottoscrive il Manifesto dei Valori Primordiali, espressione di un modernismo di ispirazione fascista.
Durante la guerra intensificò l'attività pittorica: bombardamenti, edifici distrutti, figure in fuga, crocefissioni, sono pagine intense della sua narrazione figurativa che accusava il crollo di un'epoca. Nel 1955 partecipò alla XIX Biennale di Milano, organizzata dall'Accademia di Brera e dalla Permanente. Con Mario Olivieri progetta il Primo Palazzo Uffici dell'ENI a Metanopoli, terminato nel 1957.
Sono sue le sei mappe delle città d'Italia (Assisi, Napoli, Padova, Pisa, Bologna, Trieste) affrescate sulle pareti della sala d'aspetto di terza classe della stazione centrale di Milano, poi trasformata in Libreria Feltrinelli.
Dopo la morte di Persico, fu chiamato da Leonardo Sinisgalli a collaborare con l'Ufficio tecnico di pubblicità della Olivetti di Ivrea, prima come grafico e poi, dal 1940, come disegnatore industriale: disegnò macchine da scrivere e calcolatrici come la Lexicon 80, la Diaspron 82 e la Lettera 22, macchina per scrivere con meccanica portatile, tra i prodotti di maggior successo dell'Olivetti. Negli anni cinquanta ricevette premi sia in Italia (Compasso d'Oro nel 1954) che all'estero (miglior prodotto di design del secolo secondo l'Illinois Institute of Technology nel 1959). Per la Olivetti progettò il quartiere a Canton Vesco (1950-1953), le case per impiegati a Ivrea (1955), il palazzo per uffici in via Clerici a Milano (1954) e il palazzo per uffici a Ivrea (1964), il quartiere residenziale a Pozzuoli (1963). Nel 1965 lo studio divenne Nizzoli Associati con la collaborazione di Mario Oliveri, Paolo Viola, Antonio Susini e Alessandro Mendini. Nel 1950 Marcello Nizzoli disegnò la macchina da scrivere Olivetti Lettera 22 che, progettata da Giuseppe Beccio, diventerà una icona di stile ed eleganza italiana anche dopo il termine della sua messa in produzione nel 1956. La Lettera 22 è inoltre esposta nella collezione permanente di design al Museum of Modern Art di New York. Nel 1966 Nizzoli ricevette dal Politecnico di Milano la laurea ad honorem in architettura.
Nel 1968 la Triennale allestì una mostra personale e al XVII Convegno Artisti Critici e Studiosi d'Arte di Rimini gli venne conferita una medaglia d'oro.
Il Centro studi e archivio della comunicazione di Parma conserva un fondo dedicato a Nizzoli, composto da 8172 opere. La prima donazione consta di 43 album di disegni, 101 lucidi, 262 copie, 56 copie con intervento, 4777 disegni e schizzi, 307 stampe fotografiche, 8 disegni incorniciati, 2 quadri, due stampe incorniciate insieme, 11 disegni su carta, 1 cuscino ricamato, 7 tessuti di seta, 1 panno lenci con figura geometrica a cinque colori sovrapposta, 3 spolveri. La seconda donazione consta di 1 scultura totemica in metallo, 151 schizzi, 1133 fotografie, 359 pellicole, 85 lastre, 19 tempere, 3 collage con fotografie, 21 manifesti, 1 ricamo per cuscino. La terza donazione 133 schizzi, disegni e bozzetti; 154 stampe fotografiche; 20 oggetti e maquette, oltre alla documentazione e agli stampati relativi alla attività dagli anni Trenta sino agli anni Sessanta. Questo fondo è pubblico e liberamente consultabile.

## Opere principali

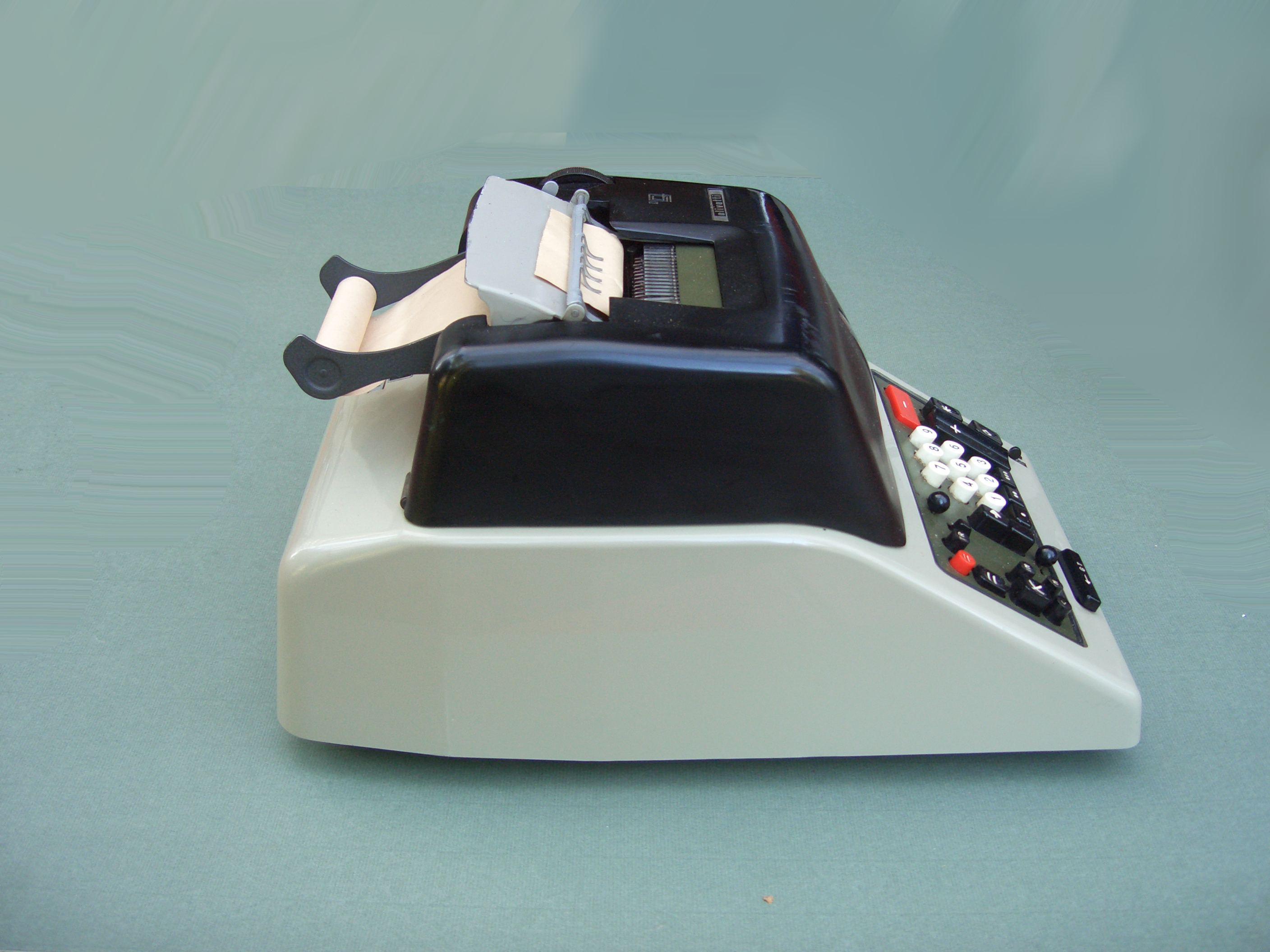
Olivetti MC-24 (versione 1956)

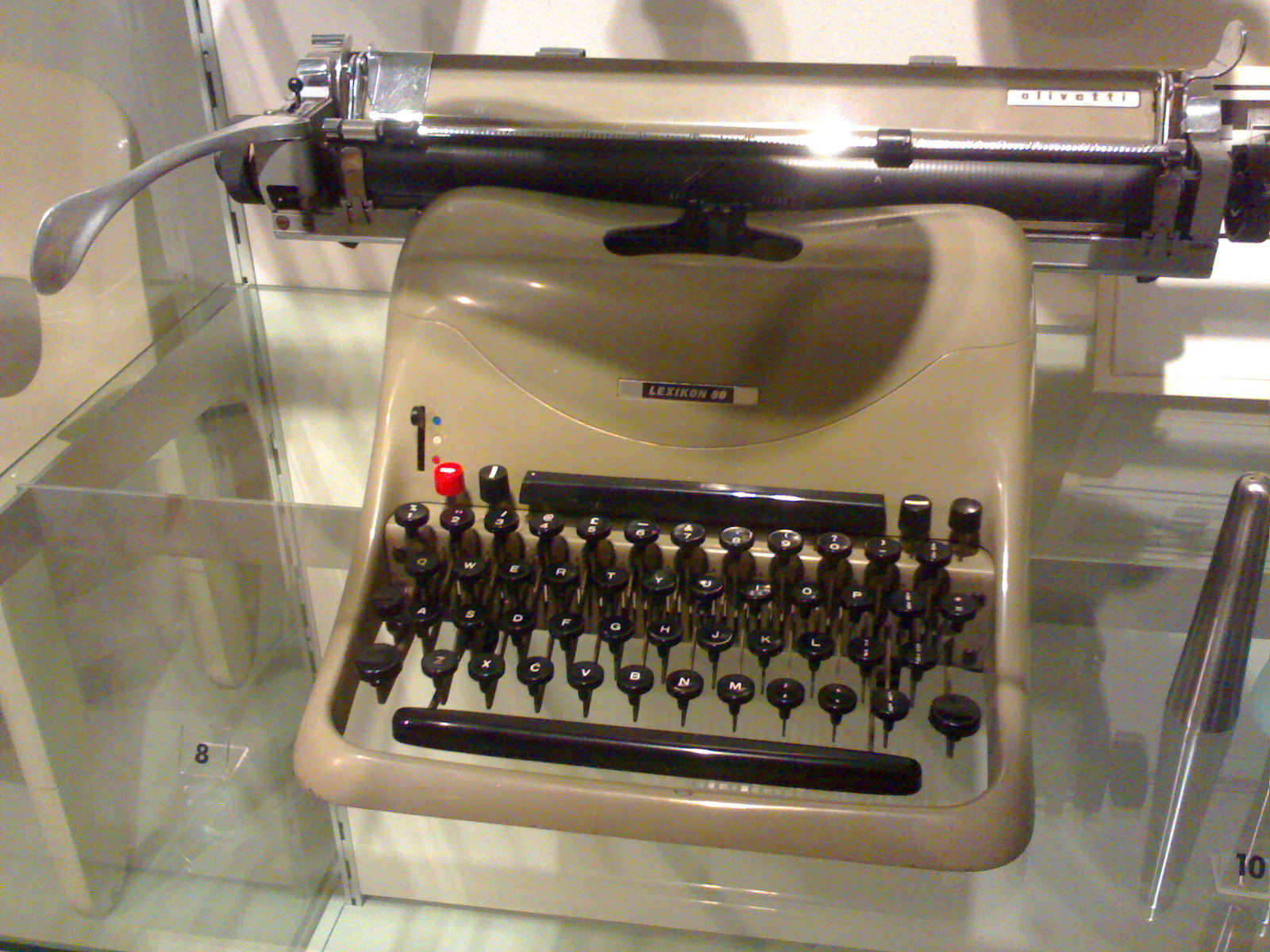
La macchina per scrivere Olivetti Lexicon 80

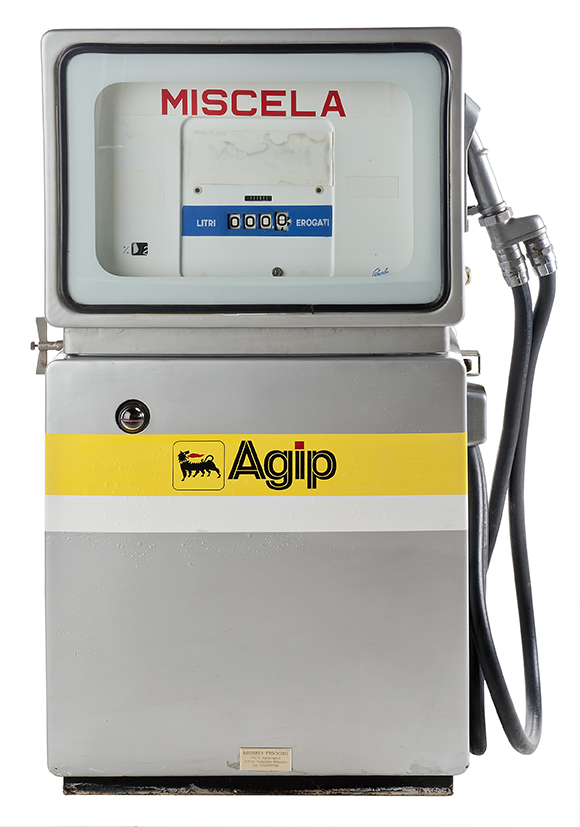
Il distributore AGIP progettato con Mario Olivieri

- 1922 - Cotonificio Bernocchi - Manifesti pubblicitari
- 1927 - MotoSacoche - Manifesto pubblicitario
- 1928 - Lubrificanti Fiat - Manifesto pubblicitario[19]
- 1930 - Campari Aperitivo - Manifesto pubblicitario
- 1930 - Bitter Le Coq - Manifesto pubblicitario
- 1932 - Cordial Campari - Manifesto pubblicitario
- 1932 - Sale F & G della Mostra della Rivoluzione Fascista, Roma
- 1933 - Manifesto Lido di Venezia (con Marcello Dudovich)
- 1934 - Sala delle Medaglie d'oro alla Mostra dell'Aeronautica, Milano
- 1934 - Manifesto per la XIX Biennale di Venezia
- 1936 - Negozi Parker, Milano
- 1936 - Salone d'Onore della VI Triennale, Milano
- 1938 - Sala piriti, Mostra autarchica del Minerale italiano, Roma
- 1940 - Calcolatrice Summa
- 1947 - Aurora 88, penna stilografica
- 1948 - Divisumma 14, macchina da calcolo
- 1948 - Lexikon 80 macchina per scrivere
- 1950 - Lettera 22, macchina per scrivere
- 1952-1953 - Abitazioni per dipendenti Olivetti a Ivrea
- 1954 - Macchina per cucire Supernova BU - Necchi
- 1956 - Divisumma 24, macchina da calcolo
- 1957 - Macchina per cucire Mirella - Necchi
- 1958 - Palazzo per uffici ENI a San Donato Milanese
- 1959 - Macchina per scrivere Diaspron
- 1960 - Distributore di benzina AGIP per Nuovo Pignone (con Mario Olivieri)[20]
- 1961-1963 - Quartiere residenziale A.N.I.C. Macchitella, Gela
- 1963 - Olivetti Lettera 32, macchina per scrivere
- 1964 - Palazzo Uffici Olivetti, Ivrea (con Bernasconi e Fiocchi)
- 1972 - Olivetti Lettera 35, macchina per scrivere rilasciata postuma